# Plaridel
Plaridel é um município de  primeira classe de renda municipal (d) na província Bulacan, nas Filipinas. De acordo com o censo de 1 de maio  de  2020 possui uma população de 114 432 pessoas e 29 013 domicílios.